# ۳۰۶ (میلادی)
۳۰۶ (میلادی) سیصد  و ششمین سال تقویم میلادی است.

## رویدادها
- ۲۵ ژوئیه - کنستانتیوس کلوروس تنها یک ماه پس از رسیدن به امپراتوری می‌میرد و فلاویوس والریوس سوروس جانشین او می‌شود.
- ۲۸ اکتبر - ماکسنتیوس، پسر امپراتور مستعفی ماکسیمیان، در رم شورش کرده و خود را امپراتور می‌نامد.

## درگذشتگان
- ۲۵ ژوئیه - کنستانتیوس کلوروس، امپراتور روم

‎